# František Xaver Vilhum
František Xaver Vilhum, O. Cr. (17. října 1906 Plešovice – 13. března 1964 Višňové u Příbrami), byl teolog, pedagog, etnolog, filolog a historik geografie.

## Život
Narodill se v Plešovicích u Zlaté Koruny v okrese Český Krumlov. Vystudoval teologii, stal se členem rytířského řádu křižovníků s červenou hvězdou. Učil jazyky na Akademickém gymnáziu v Praze. V roce 1945 získal na základě diplomové práce Misionáři zeměpisci doktorát přírodních věd. Po roce 1948 měl omezenou možnost publikování.

## Výběr z díla
- Hydrografie na pražské univerzitě na počátku 18. století (1944)
- Misionáři zeměpisci (1945)
- Čeští misionáři v Egyptě a Habeši (1946)
- Hrdinové vědy a víry (1947)
- Ve stopách objevitelů (1947)
- Jihočeští Doudlebové (1958)